# USS Doherty (DE-14)
USS Doherty (BDE-14/DE-14) là một tàu hộ tống khu trục lớp Evarts được Hải quân Hoa Kỳ chế tạo trong Chiến tranh Thế giới thứ hai. Nó là chiếc tàu chiến duy nhất của Hải quân Mỹ được đặt theo tên Thiếu úy Hải quân John Joseph Doherty, (1919-1942), phi công phục vụ trên tàu sân bay Enterprise (CV-6), đã mất tích trong chiến đấu khi ném bom quần đảo Marshall vào tháng 2 năm 1942 và được truy tặng Huân chương Chữ thập Bay Dũng cảm. Nó đã phục vụ cho đến khi chiến tranh kết thúc, xuất biên chế vào ngày 14 tháng 12 năm 1945 và xóa đăng bạ vào ngày 8 tháng 1 năm 1946. Con tàu bị bán để tháo dỡ vào ngày 26 tháng 12 năm 1946.

## Thiết kế và chế tạo
Những chiếc thuộc lớp tàu khu trục Evarts có chiều dài chung 289 ft 5 in (88,21 m), mạn tàu rộng 35 ft 1 in (10,69 m) và độ sâu mớn nước khi đầy tải là 8 ft 3 in (2,51 m). Chúng có trọng lượng choán nước tiêu chuẩn 1.140 tấn Anh (1.160 t); và lên đến 1.430 tấn Anh (1.450 t) khi đầy tải. Hệ thống động lực bao gồm bốn động cơ diesel General Motors Kiểu 16-278A nối với bốn máy phát điện để vận hành hai trục chân vịt; công suất 6.000 hp (4.500 kW) cho phép đạt được tốc độ tối đa 21 kn (24 mph; 39 km/h), và có dự trữ hành trình 4.150 nmi (4.780 mi; 7.690 km) khi di chuyển ở vận tốc đường trường 12 kn (14 mph; 22 km/h).
Vũ khí trang bị bao gồm ba pháo 3 in (76 mm)/50 cal trên tháp pháo nòng đơn có thể đối hạm hoặc phòng không, một khẩu đội 1,1 inch/75 caliber bốn nòng và chín pháo phòng không Oerlikon 20 mm. Vũ khí chống ngầm bao gồm một dàn súng cối chống tàu ngầm Hedgehog Mk. 10 (có 24 nòng và mang theo 144 quả đạn); hai đường ray Mk. 9 và tám máy phóng K3 Mk. 6 để thả mìn sâu.
Nguyên được dự định chuyển giao cho Hải quân Hoàng gia Anh, Doherty được đặt lườn như là chiếc HMS Berry (BDE-14) tại Xưởng hải quân Mare Island, ở Vallejo, California vào ngày 28 tháng 2, 1942. Nó được hạ thủy vào ngày 29 tháng 8, 1942 và được đỡ đầu bởi bà Robert E. Moreland. Tuy nhiên kế hoạch chuyển giao bị hủy bỏ, và nó được đổi tên thành Doherty vào ngày 6 tháng 1, 1943. Con tàu nhập biên chế cùng Hải quân Hoa Kỳ vào ngày 6 tháng 2, 1943 dưới quyền chỉ huy của Hạm trưởng, Thiếu tá Hải quân A. Jackson, Jr.

## Lịch sử hoạt động
Doherty đã hộ tống một đoàn tàu vận tải đi đến Cold Bay, Alaska từ ngày 23 tháng 4 đến ngày 11 tháng 5, 1943, rồi sau đó tiếp tục phục vụ trong vai trò hộ tống các đoàn tàu vận tải đi lại từ vùng bờ Tây Hoa Kỳ đến Trân Châu Cảng từ ngày 23 tháng 5 đến ngày 15 tháng 9. Nó khởi hành từ San Francisco, California vào ngày 15 tháng 9 để làm nhiệm vụ tại vùng biển Alaska, nơi nó hoạt động hộ tống các tàu buôn và đôi khi phục vụ canh phòng máy bay cho những máy bay ném bom tiến hành không kích xuống quần đảo Kuril do Nhật Bản chiếm đóng. Nó quay trở về San Francisco vào ngày 28 tháng 9, 1944 để đại tu, rồi lên đường đi San Diego, California để hoạt động huấn luyện.
Khởi hành từ San Diego vào ngày 23 tháng 11 để đi Trân Châu Cảng, Doherty phục vụ như tàu huấn luyện trong các đợt thực hành phối hợp với tàu ngầm tại vùng biển Hawaii từ ngày 2 tháng 12, 1944  đến ngày 5 tháng 2, 1945. Nó đi đến Guam vào ngày 16 tháng 2 để hoạt động hộ tống vận tải, và cho đến khi chiến tranh kết thúc đã hoạt động tại khu vực giữa Guam và Okinawa, hộ tống các đoàn tàu vận tải cũng như tuần tra và phục vụ tìm kiếm và giải cứu trên biển.
Rời Guam vào ngày 12 tháng 10, Doherty về đến San Pedro, California vào ngày 28 tháng 10, nơi nó được cho xuất biên chế vào ngày 14 tháng 12, 1945, và cuối cùng bị bán để tháo dỡ vào ngày 26 tháng 12, 1946.

## Phần thưởng[2]
|  |  |  |

| Huân chương Chiến dịch Hoa Kỳ | Huân chương Chiến dịch Châu Á-Thái Bình Dương | Huân chương Chiến dịch Châu Á-Thái Bình Dương | Huân chương Chiến thắng Thế Chiến II |